# 鳳山縣 (清治時期)
鳳山縣（1684年－1895年），為臺灣清治時期之行政區劃。鳳山縣是從清朝統治臺灣之初即設立的縣，並維持到清末且未改過名稱。

## 沿革

1685年臺灣府行政區劃，黃色為鳳山縣範圍

1734年臺灣府行政區劃，粉紅色為鳳山縣範圍

1683年（清康熙二十二年，明鄭永曆三十七年），明鄭滅亡，經施琅力陳，次年四月正式設立臺灣府，隸屬於福建省，並將明鄭時期承天府、天興州、萬年州的行政區域略加調整，改為諸羅、臺灣、鳳山三縣，鳳山縣即承繼了原萬年州的永寧里、新昌里、依仁里、長治里、維新里、嘉祥里、仁壽里。鳳山縣治設在興隆庄（今高雄市左營區），典史署在縣治之西，巡檢司署在下淡水里東港。行政範圍包括：東至下淡水溪，西至打鼓山港，南至沙馬磯頭，北至臺灣縣文賢里二贊行溪（二層行溪，今二仁溪），另有溪北緊臨的依仁里，以及文賢里北部的飛地（永寧里、新昌里、土鑿埕保、安平鎮）。
康熙四十五年（1706年），因為鳳山縣發生蝗災，知縣宋永清在龜山旁建立「八蜡廟」:47。而到康熙末年，鳳山縣境內已發展出數個熱鬧的聚落，像是興隆庄街、下陂（埤）頭街、新園街、萬丹街、楠仔坑街、中衝街、阿公店街、半路竹街、大湖街、安平鎮街:44。
雍正九年（1731年），清廷在萬丹（今屏東縣萬丹鄉）增設縣丞駐守，管轄「淡水、枋寮口」等處:63。同時將下淡水巡檢駐守的地方調到大崑麓（今屏東縣枋寮鄉大庄村）:63。雍正十二年（1734年），原屬鳳山縣的永寧里、新昌里、依仁里、效忠里（原安平鎮，康熙六十一年改名）、土墼埕保、羅漢門庄併入臺灣縣。
乾隆二十六年（1761年），因為阿里港（今屏東縣里港鄉）發展成「流民聚處、搶竊頻聞」之地，鳳山縣縣丞改駐守阿里港，同時將下淡水巡檢移駐崁頂（今屏東縣崁頂鄉）:63、66。而在根據《重修鳳山縣志》（1764年）的記載，大竹橋庄埤頭街在乾隆時已經發展得相當熱鬧，內部有草店頭、草店尾、中街、武洛唐街等熱鬧的地段，逐漸凌駕於縣治興隆莊之上:66。
乾隆五十一年（1786年）發生林爽文事件，該年十二月莊大田在鳳山縣舉事，率數千人圍攻縣城:67。南路營參將瑚圖里領兵300人自北門出外禦敵，但莊大田軍來時，瑚圖里乘馬南馳不知去處:67。而後莊大田軍從北門龜山攻入城內，千總丁得秋、把總許得陞、外委唐宗保、王朝桂戰死，知縣湯大奎、典史史謙則殉城:67。事後因福康安等大臣的建議，乾隆帝同意將鳳山縣治遷往埤頭街（今高雄市鳳山區）:71。
嘉慶十二年（1807年），嘉慶帝同意將軍賽沖阿的提案，將縣治遷回興隆庄:75。但官民並不積極，反而在嘉慶十九年（1814年）於埤頭街新城建鳳儀書院:82。
道光五年（1825年）整建舊城，但官民仍不願遷回:79。道光廿七年（1847年）閩浙總督劉韻珂巡臺時，有鳳山紳民蔣鵬飛呈請不願遷回舊城的理由，之後清廷同意劉韻珂的奏議，縣治再次設在新城:82、83。
光緒元年（1875年），拆分率芒溪以南之地另置恆春縣。光緒十二年（1887年），上級臺灣府改稱臺南府。1893年時人口約394,000人。
光緒二十一年（1895年）臺灣改隸日本，此行政區劃持續至臺灣總督府將臺南府下各縣合併成臺南縣為止。

### 縣治變遷
鳳山縣設立之初，據臺灣知府蔣毓英的說法，原本清廷有考慮縣治設在鳳山庄，但最後清廷決定將縣治設在興隆庄，僅將南路營參將駐守在鳳山庄:39。杜劍鋒認為清廷的選址理由一是因為明鄭時期興隆庄一帶已有開發，且有龜山、蛇山做屏障，此外清初的臺灣防務著重於「海防」，故選擇較靠近海邊的興隆庄為縣治:40、41。而雖然選擇興隆庄為縣治，但設縣初期僅在蓮池潭畔建立文廟，知縣等官員辦公實際上是在接近府城的土墼埕鳳山縣行署（公館）:42。直到康熙四十三年（1704年）「奉文歸治」，當時的鳳山縣知縣宋永清才在興隆庄修築縣署等設施:45。
但隨著埤頭街的發展，及興隆庄分別在朱一貴事件（1721年）、林爽文事件（1786年）兩次陷落等因素，縣治遂遷往埤頭街:33。後來因為蔡牽勢力攻陷新城等事件，將軍賽沖阿提議將縣治遷回興隆庄:73、74。嘉慶十二年（1807年），嘉慶帝同意賽沖阿的提案，將縣治遷回興隆庄:75。而後道光五年（1825年）整建舊城:79，但最後還是於道光廿七年（1847年）確定將縣治留在埤頭街新城:33。

## 行政區劃
康熙二十四年（1685年），鳳山縣下轄里七、莊二、鎮一、社十二：
- 里：新昌里、永寧里、依仁里、長治里、嘉祥里、維新里、仁壽里
- 莊：觀音莊、鳳山莊
- 鎮：安平鎮
- 社：力力社、茄藤社、放索社、下淡水社、上淡水社、阿猴社、搭樓社、大澤磯社、郎嬌社、琉球社、南覔社、加六堂社

康熙三十三年（1694年），鳳山縣下轄里十、保三、鎮一、莊六、社十二:42：
- 里：新昌里、永寧里、依仁里、長治里、嘉祥里、維新里、仁壽里、觀音山里、淡水港東里、淡水港西里
- 保：土墼埕保、安平鎮保、喜樹仔保
- 鎮：安平鎮
- 莊：半屏山莊、興隆莊、赤山莊、大竹橋莊、小竹橋莊、鳳山莊
- 社：上淡水社、阿猴社、搭樓社、大澤機社、下淡水社、力力社、茄藤社、放索社、小琉球社、加六堂社、郎嬌社、卑南覔社

康熙五十一年（1712年），鳳山縣轄區不變，僅「莊」改「庄」。
康熙五十九年（1720年），鳳山縣下轄里九、保二、鎮一、莊六、社十二:42：
- 里：新昌里、永寧里、依仁里、長治里、嘉祥里、維新里、仁壽里、港東里、港西里
- 保：土墼埕保、喜樹仔保
- 鎮：安平鎮
- 莊：半屏山莊、興隆莊、赤山莊、大竹橋莊、小竹橋莊、鳳山莊
- 社：上淡水社、阿猴社、搭樓社、大澤機社、下淡水社、力力社、茄藤社、放索社、小琉球社、加六堂社、郎嬌社、卑南覔社

雍正十二年（1734年），原屬鳳山縣的永寧里、新昌里、依仁里、效忠里（原安平鎮，康熙六十一年改名）、土墼埕保、羅漢門庄併入臺灣縣。至1740年（乾隆五年），鳳山縣下轄八里、七庄：
- 里：長治里一圖、長治里二圖、維新里、仁壽里、嘉祥里、觀音山里、淡水港東里、淡水港西里
- 庄：興隆庄、半屏山庄、觀音山庄、赤山庄、大竹橋庄、小竹橋庄、鳳山庄
- 社：
  - 熟番八社：武洛社、搭樓社、阿猴社、上淡水社、下淡水社、力力社、茄藤社、放䌇社
  - 歸化二社：加六堂社、郎嬌社
  - 卑南覓（今臺東縣）六十五社：治本社、射馬乾社、呂加罔社、拔望望社、百馬以力社、礁朥那狡社、里踏里踏社、八搭禮社、八系鬮社、老郎社（以上一十社在卑南覓西）、募陸社、大龜文社、悶悶社、里立社、朝貓籬社、召貓籬社、加那打難社、哆囉網曷氏社、嘪屢里奶社、礁里亡社、那作社、嗎朥的社、加留難社、龍鸞社、搭祺文社、𧒄仔崙社、哆囉覓則社、屢們社、貓美葛社、大狡社、礁貓里力社、搭琳搭琳社、大德訖社、射巳寧社、射臘眉社、朥北社、大板陸社、柯末社、罔雅社、大里力社、柒腳亭社、大棗高社、朥哈社、𧒄仔弼社、確只零社、大烏萬社（以上三十五社在卑南覓南）、本灣社、米箕社、新八里罔社、舊八里罔社、加裏房曷社、郎也郎社、千也貓嗌社、須那載社、株嘪煙社、株粟社、窩律社、甘武突社、甕䌇社、邦也遙社、丁也老社、礁朥社、加洛社、加那突社、巴鳩鬱社、沙別社（以上二十社在卑南覓北）

光緒二十年（1894年）《鳳山縣采訪冊》完稿之際，恆春縣、卑南廳／臺東直隸州已分治，此時鳳山縣下轄十四里：
- 里：大竹里、興隆里、赤山里、小竹里、觀音里、半屏里、仁壽里、維新里、嘉祥里、文賢里、長治里、港東里、港西里

## 外部連結
- （中文）鳳山縣-行政院文建會 （页面存档备份，存于）